# Elias Ljungqvist
Elias Benjamin Televs Ljungqvist, född 14 juni 1887 Jönköping, död 8 november 1951 i Stockholm, var en svensk skådespelare och ingenjör.

## Filmografi roller
- 1924 – När millionerna rulla
- 1924 – Björn Mörk
- 1923 – Andersson, Pettersson och Lundström
- 1922 – Amatörfilmen